# Уберландия
Уберландия е град в щата Минас Жерайс в Югоизточна Бразилия. Населението му е 600 349 жители (2010 г.), което го прави третия по население град в щата. Основан е на 31 август 1888 г. Намира се на 863 м н.в. Пощенският му код е 38400-000, а телефонния +55 34.